# Pomacentrus emarginatus
Pomacentrus emarginatus är en fiskart som beskrevs av Cuvier 1829. Pomacentrus emarginatus ingår i släktet Pomacentrus och familjen Pomacentridae. Inga underarter finns listade i Catalogue of Life.